# Agusta
Agusta (Agusta S.p.A) – włoski producent śmigłowców, wchodzący w skład firmy Finmeccanica, która wraz z brytyjską firmą GKN w 2001 roku utworzyły AgustaWestland z siedzibą w Varese. W jej skład weszła Agusta i brytyjski Westland Helicopters.

## Historia

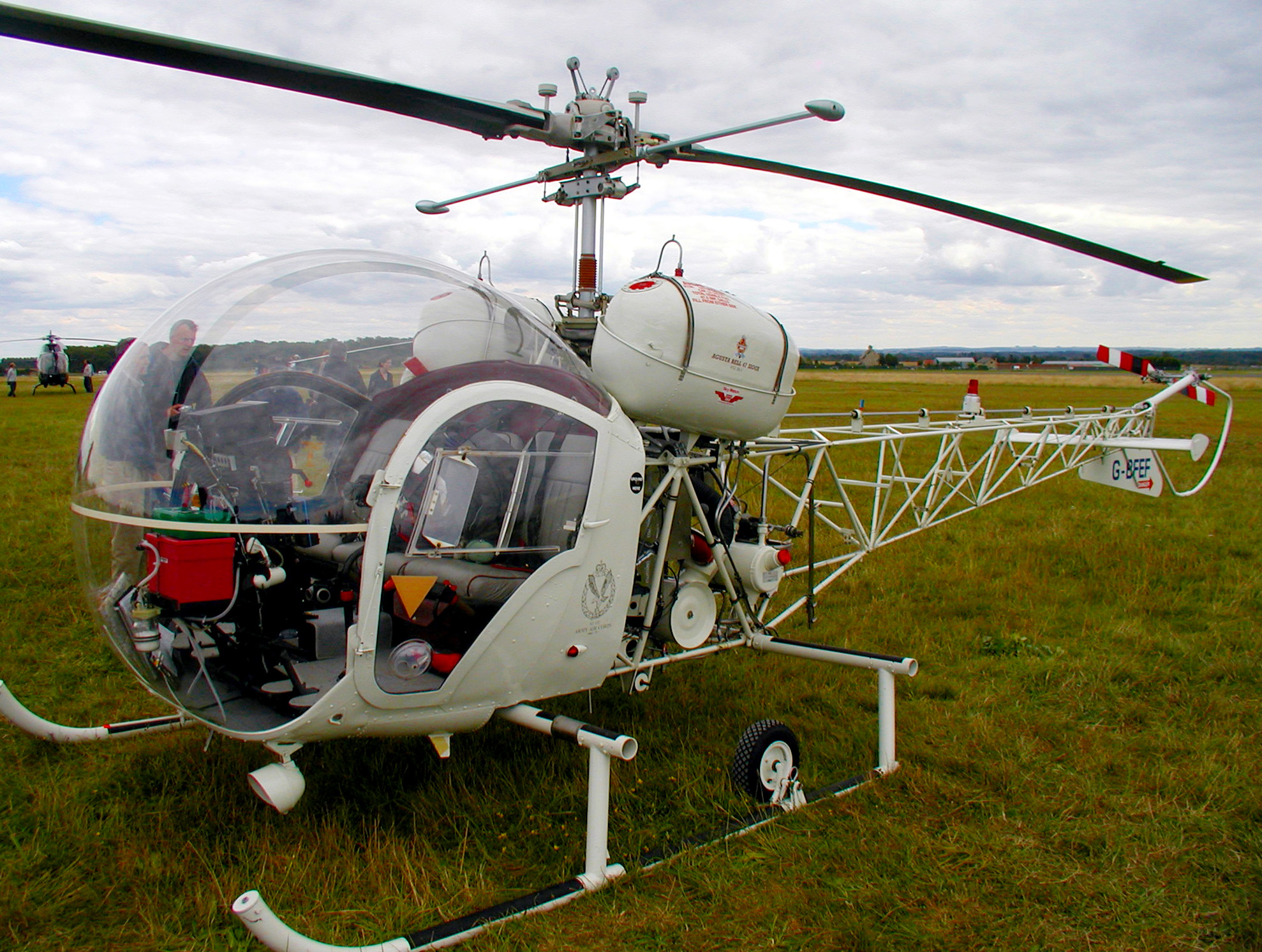
Agusta Bell 47G

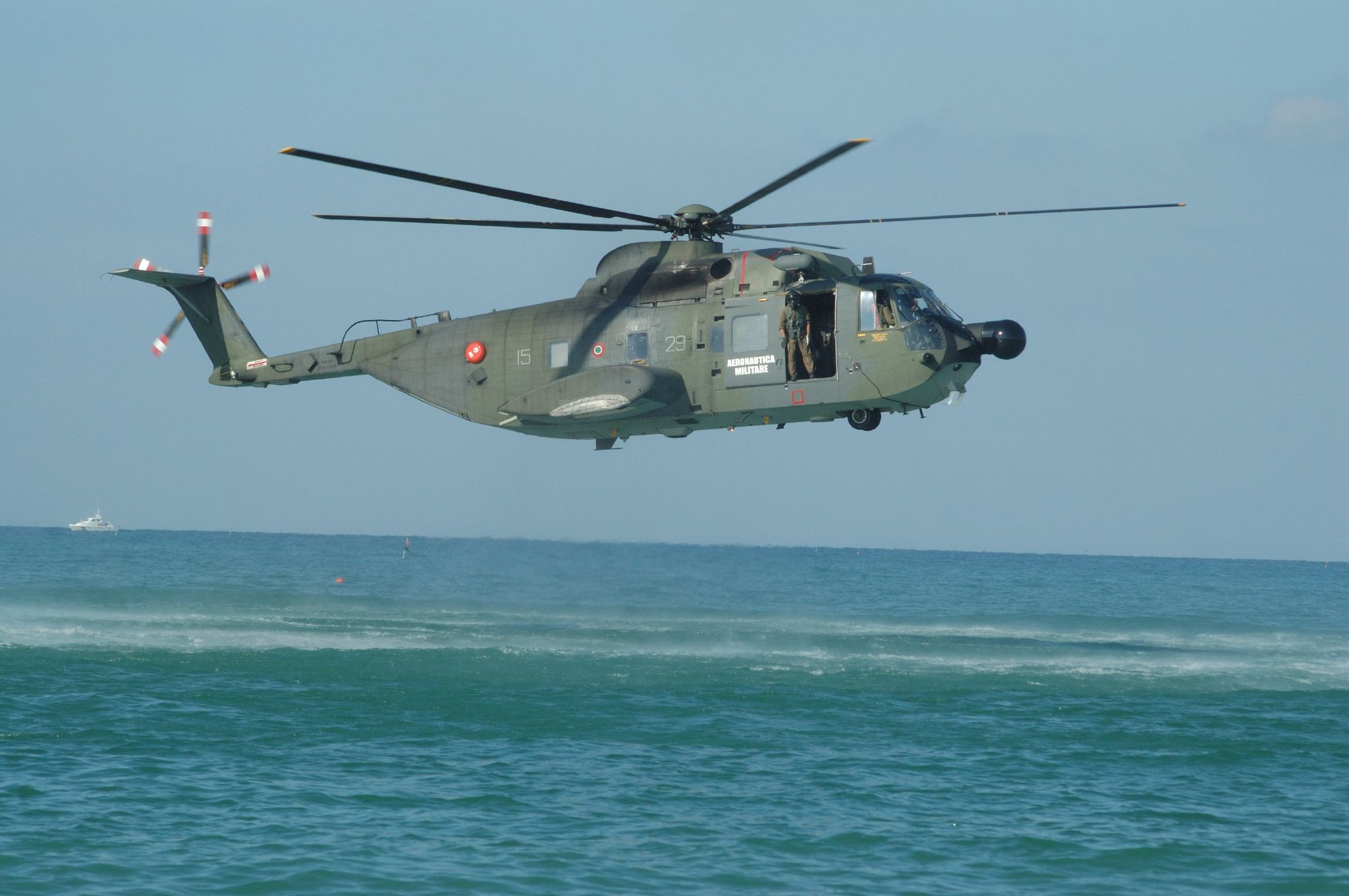
HH-3F, licenyjna wersja SH-3, przeznaczona do działań poszukiwawczo ratowniczych

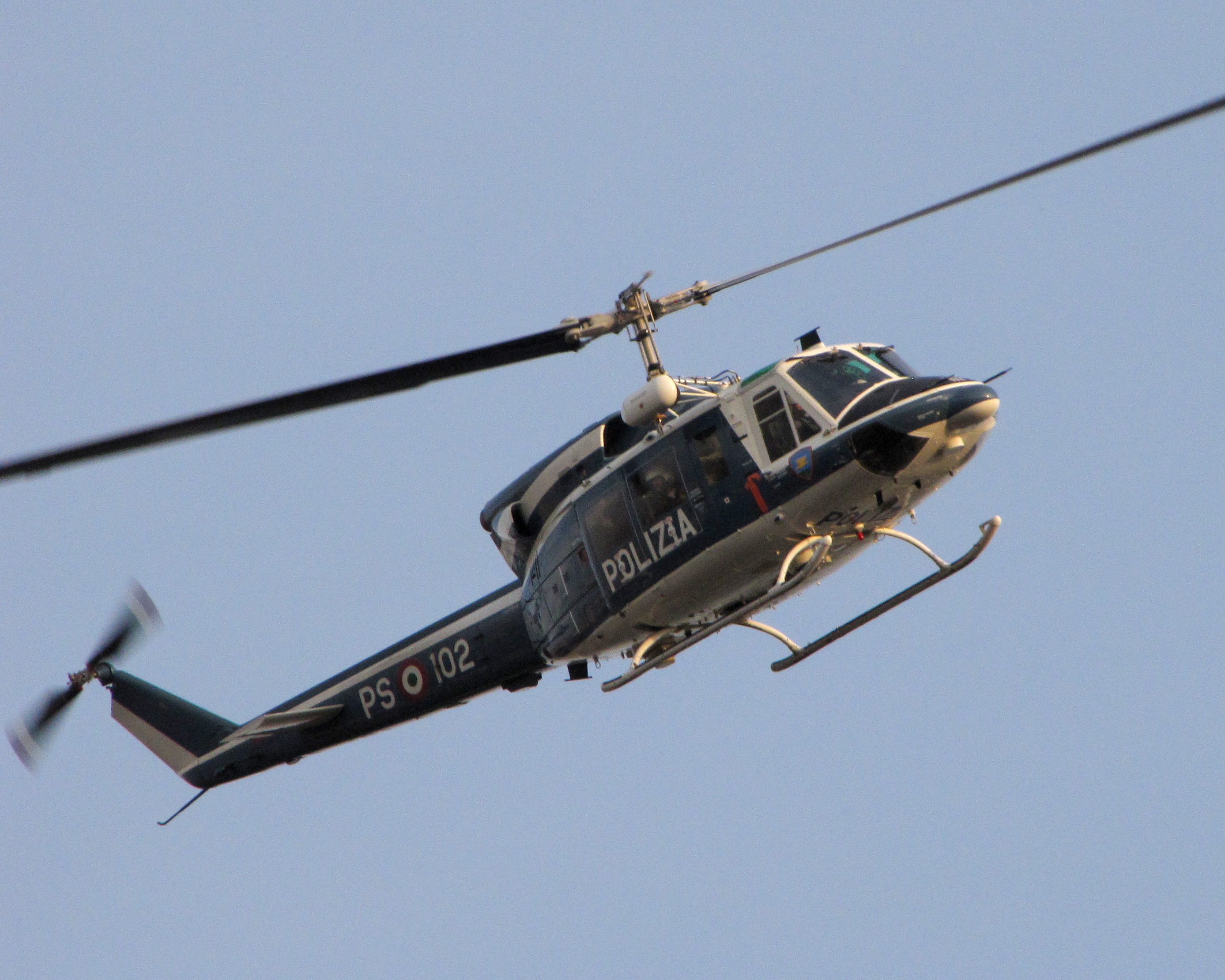
Agusta-Bell AB-212 należący do włoskiej policji

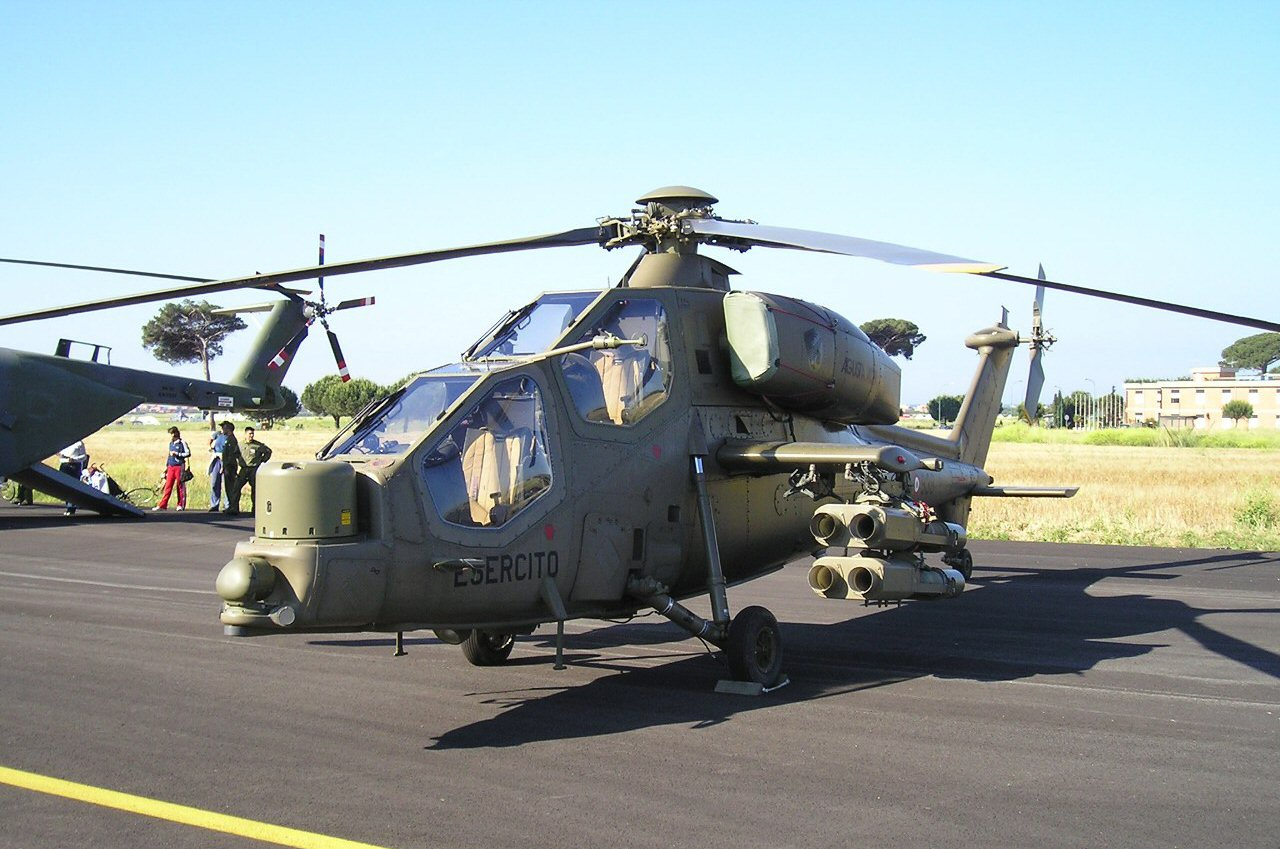
Agusta A129 Mangusta

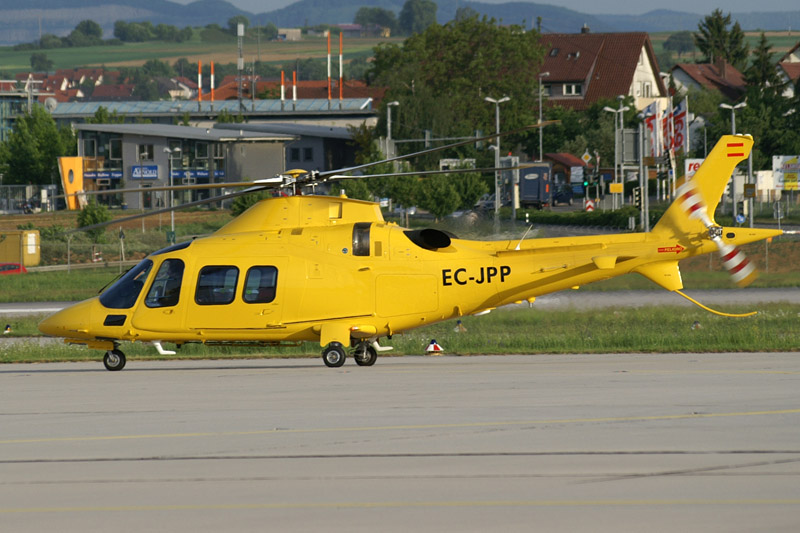
Agusta A109S Grand

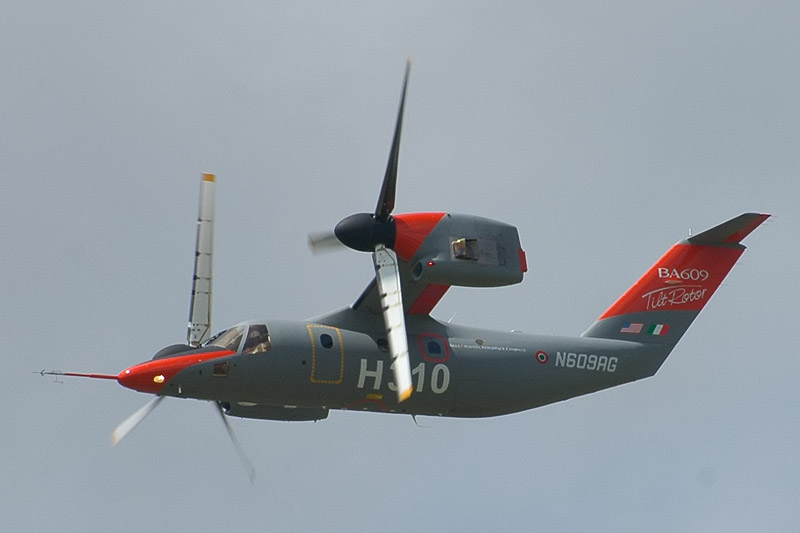
Bell/Agusta BA609

Początki firmy sięgają roku 1907, kiedy to włoski konstruktor Giovanni Agusta założył firmę produkującą samoloty własnej konstrukcji. Produkcja fabryki została przerwana w czasie I wojny światowej. Firma wznowiła działalność w 1923 roku jako Costruzioni Aeronautiche Agusta S.p.a w Samarate. Jednym z większych projektów przedsiębiorstwa była budowa w 1958 roku czterosilnikowego samolotu pasażerskiego Agusta A.Z.8. Profil produkcji firmy został jednak zdeterminowany na długie lata przez inny aparat latający, śmigłowiec. W 1952 roku Agusta na podstawie uzyskanej licencji wybudowała swój pierwszy wiropłat, którym był Bell 47. Zakup licencji i produkcja Bella dała firmie możliwości zaprojektowania i zbudowania śmigłowców będących wytworem własnej myśli konstruktorskiej, w ten sposób powstały prototypy maszyn śmigłowca transportowego Agusta A.101 mogącego zabierać do 35 pasażerów oraz Agusta A.106, jednoosobowego śmigłowca morskiego, przeznaczonego do zwalczania łodzi podwodnych. Modyfikowane i ulepszane były również produkowane modele Bella, Agusta-Bell AB 102, Agusta A.103, Agusta A104 czy Agusta A.115. Agusta zajęła się również produkcją silników lotniczych stosowanych w swoich śmigłowcach. W 1961 roku Agusta zakupiła licencję na kolejny produkt Bella, śmigłowiec Bell UH-1 Huey. W ten sposób powstał Agusta-Bell AB 204 i jego kolejne wersje Agusta-Bell 205 i Agusta-Bell AB 212. Następnie Bell JetRanger, czyli włoski Agusta-Bell AB206. Po Bellu w 1967 roku pojawiły się licencje na produkcję śmigłowców Sikorsky SH-3 Sea King, produkowanego w kilku wersjach, a w 1967 roku Boeinga CH-47. W 1963 roku Agusta założyła Elicotteri Meridionali, firmę, która za cel postawiła sobie zwiększenie uprzemysłowienia południowych rejonów Włoch. W 1971 roku pojawił się jeden z najbardziej rozpoznawanych produktów firmy, śmigłowiec wielozadaniowy Agusta A109E Power, do którego części produkowane są w polskich zakładach PZL-Świdnik a sama maszyna używana jest między innymi przez polskie Lotnicze Pogotowie Ratunkowe. Pod koniec lat 70. rozpoczęto projektowanie śmigłowca szturmowego Agusta A129 Mangusta, który po raz pierwszy wzniósł się w powietrze w 1983 roku. Obecnie śmigłowiec wykorzystywany jest przez siły zbrojne Włoch i Turcji. W 1983 roku wytwórnia przejęła włoskiego producenta samolotów SIAI-Marchetti. W latach 80. Agusta zaangażowała się w kilka projektów międzynarodowych. W 1981 roku, wspólnie z brytyjskim Westland Helicopters rozpoczęła prace przy projektowaniu AgustaWestland AW101, który w przyszłości miał zastąpić licencyjne Sea Kingi. W 1985 roku firma nawiązała współpracę z Francją, Niemcami i Holandią w celu budowy średniego śmigłowca wielozadaniowego. W 1992 roku sformalizowano współpracę powołując konsorcjum NHIndustries, w którym Agusta miała swoje udziały. Efektem prac był śmigłowiec NHI NH90. W 1994 pojawiła się zmodernizowana wersja A 109, Agusta A109 Power, a w 1997 roku, nowy śmigłowiec wielozadaniowy Agusta A119 Koala. W 1998 roku firma wraz z Bell Helicopter Textron założyła spółkę joint venture znaną pod nazwą Bell/Agusta Aerospace Company. Produktem tej współpracy jest samolot pionowego startu i lądowania (VTOL), Bell/Agusta BA609.

## Agusta w Polsce
Od 1996 roku Agusta współpracuje z Wytwórnią Sprzętu Komunikacyjnego „PZL-Świdnik”. Wtedy to podpisano umowę pomiędzy Agustą a ówczesnym WSK Świdnik na produkcję w Świdniku elementów strukturalnych śmigłowców Agusta A109 (obecnie AgustaWestland AW109). W Świdniku rozpoczęto produkcję kadłubów i belek ogonowych śmigłowca. W 2006 roku świętowano dostarczenie 500 kadłuba A109. W 2001 roku współpracę rozszerzono o produkcję kadłuba do modelu Agusta A119 Koala (obecnie AgustaWestland AW119). Świdnickie zakłady miały duży udział w projektowaniu i produkcji AgustaWestland AW139. Obecnie na terenie polskiego kooperanta powstają kompletne kadłuby do modelu AW139. Ukoronowaniem współpracy było podpisanie 18 sierpnia 2009 roku w Warszawie przedwstępnej umowy sprzedaży pomiędzy świdnicką wytwórnią a firmą AgustaWestland, która kontynuuje tradycje Agusty.

## Samoloty i śmigłowce
- Agusta A.Z.8
- Agusta CP-110
- Agusta A.101
- Agusta A.106
- Agusta-Bell 47
- Meridionali/Agusta EMA 124
- Agusta-Bell AB.102
- Agusta-Bell AB 412
- Agusta-Bell AB 204
- Agusta-Bell AB 205
- Agusta-Bell AB206
- Agusta-Bell AB 212
- Agusta A103
- Boeing CH-47 Chinook
- Agusta A.104
- Agusta A.115
- Agusta A109E Power
- Agusta A129 Mangusta
- Agusta A119 Koala
- NHI NH90
- AgustaWestland AW101
- AgustaWestland AW139
- AgustaWestland AW149
- AgustaWestland AW169
- AgustaWestland AW189
- AgustaWestland AW609
- AS-61/ASH-3A/HH-3F